# French Open 1981
Die 80. French Open 1981 waren ein Tennis-Sandplatzturnier der Klasse Grand Slam, das von der ITF veranstaltet wurde. Es fand vom 25. Mai bis 7. Juni 1981 in Roland Garros, Paris, Frankreich statt.
Titelverteidiger im Einzel waren Björn Borg bei den Herren sowie Chris Evert-Lloyd bei den Damen. Im Herrendoppel waren Victor Amaya und Hank Pfister, im Damendoppel Kathy Jordan und Anne Smith und im Mixed Anne Smith und Billy Martin die Titelverteidiger.

## Herreneinzel
Setzliste
| Nr. | Spieler         | Erreichte Runde |
| --- | --------------- | --------------- |
| 01. | Björn Borg      | Sieg            |
| 02. | Jimmy Connors   | Viertelfinale   |
| 03. | John McEnroe    | Viertelfinale   |
| 04. | Gene Mayer      | 3. Runde        |
| 05. | Ivan Lendl      | Finale          |
| 06. | Guillermo Vilas | Achtelfinale    |
| 07. | José Luis Clerc | Halbfinale      |
| 08. | Harold Solomon  | 1. Runde        |

| Nr. | Spieler          | Erreichte Runde |
| --- | ---------------- | --------------- |
| 09. | Vitas Gerulaitis | 1. Runde        |
| 10. | Eliot Teltscher  | 1. Runde        |
| 11. | Yannick Noah     | Viertelfinale   |
| 12. | Brian Gottfried  | 3. Runde        |
| 13. | Peter McNamara   | Achtelfinale    |
| 14. | Wojciech Fibak   | Achtelfinale    |
| 15. | Balázs Taróczy   | Viertelfinale   |
| 16. | Eddie Dibbs      | 3. Runde        |

## Dameneinzel
Setzliste
| Nr. | Spielerin           | Erreichte Runde |
| --- | ------------------- | --------------- |
| 01. | Chris Evert-Lloyd   | Halbfinale      |
| 02. | Martina Navratilova | Viertelfinale   |
| 03. | Andrea Jaeger       | Halbfinale      |
| 04. | Hana Mandlíková     | Sieg            |
| 05. | Virginia Ruzici     | Viertelfinale   |
| 06. | Sylvia Hanika       | Finale          |
| 07. | Mima Jaušovec       | Viertelfinale   |
| 08. | Dianne Fromholtz    | 3. Runde        |

| Nr. | Spielerin        | Erreichte Runde |
| --- | ---------------- | --------------- |
| 09. | Kathy Jordan     | 3. Runde        |
| 10. | Bettina Bunge    | Achtelfinale    |
| 11. | Anne Smith       | Achtelfinale    |
| 12. | Regina Maršíková | Achtelfinale    |
| 13. | Wendy White      | 2. Runde        |
| 14. | Ivanna Madruga   | 3. Runde        |
| 15. | Leslie Allen     | Achtelfinale    |
| 16. | Virginia Wade    | Achtelfinale    |

## Herrendoppel
Setzliste
| Nr. | Paarung                          | Erreichte Runde |
| --- | -------------------------------- | --------------- |
| 01. | Peter McNamara Paul McNamee      | Viertelfinale   |
| 02. |                                  |                 |
| 03. | Brian Gottfried Raúl Ramírez     | 1. Runde        |
| 04. | Hans Gildemeister Andrés Gómez   | 2. Runde        |
| 05. | Paolo Bertolucci Adriano Panatta | 1. Runde        |
| 06. | David Carter Paul Kronk          | 2. Runde        |
| 07. | Bruce Manson Raymond Moore       | Viertelfinale   |
| 08. | Terry Moor Eliot Teltscher       | Finale          |

| Nr. | Paarung                        | Erreichte Runde |
| --- | ------------------------------ | --------------- |
| 09. | Pavel Složil Tomáš Šmíd        | Achtelfinale    |
| 10. | Heinz Günthardt Balázs Taróczy | Sieg            |
| 11. | Mark Edmondson Ferdi Taygan    | 1. Runde        |
| 12. | Craig Edwards Eddie Edwards    | Achtelfinale    |
| 13. | Fred McNair Hank Pfister       | Achtelfinale    |
| 14. | Kevin Curren Steve Denton      | 2. Runde        |
| 15. | Tracy Delatte Trey Waltke      | 1. Runde        |
| 16. | Ricardo Cano Ángel Giménez     | Achtelfinale    |

## Damendoppel
Setzliste
| Nr. | Paarung                            | Erreichte Runde |
| --- | ---------------------------------- | --------------- |
| 01. | Kathy Jordan Anne Smith            | Viertelfinale   |
| 02. | Candy Reynolds Paula Smith         | Finale          |
| 03. | Betsy Nagelsen Martina Navratilova | Halbfinale      |
| 04. | Hana Mandlíková Betty Stöve        | Achtelfinale    |
| 05. | Rosie Casals Mima Jaušovec         | 2. Runde        |
| 06. | Chris Evert-Lloyd Virginia Ruzici  | Viertelfinale   |

| Nr. | Paarung                          | Erreichte Runde |
| --- | -------------------------------- | --------------- |
| 07. | Sylvia Hanika Andrea Jaeger      | Achtelfinale    |
| 08. | Rosalyn Fairbank Tanya Harford   | Sieg            |
| 09. | Leslie Allen Virginia Wade       | 2. Runde        |
| 10. | Billie Jean King Ilana Kloss     | Viertelfinale   |
| 11. | Regina Maršíková Renáta Tomanová | Achtelfinale    |
| 12. | Mary-Lou Piatek Wendy White      | 2. Runde        |

## Mixed
Setzliste
| Nr. | Paarung                       | Erreichte Runde |
| --- | ----------------------------- | --------------- |
| 01. | Ilie Năstase Billie Jean King | Achtelfinale    |
| 02. | Fred McNair Betty Stöve       | Finale          |
| 03. | Steve Denton Anne Smith       | Viertelfinale   |
| 04. | Ricardo Ycaza Betsy Nagelsen  | Viertelfinale   |

| Nr. | Paarung                           | Erreichte Runde |
| --- | --------------------------------- | --------------- |
| 05. | Francisco González Pam Teeguarden | Halbfinale      |
| 06. | Andrés Gómez Kathy Horvath        | Halbfinale      |
| 07. | Carlos Kirmayr Claudia Monteiro   | Achtelfinale    |
| 08. | Jimmy Arias Andrea Jaeger         | Sieg            |